# مانشستر يونايتد موسم 2011–12
كان موسم 2011–12 هو الموسم العشرين لمانشستر يونايتد في الدوري الإنجليزي الممتاز، والموسم السابع والثلاثين على التوالي في كرة القدم الإنجليزية. كان يونايتد يدافع عن لقب الدوري الإنجليزي الممتاز، ويهدف إلى الفوز بلقبه العشرين غير المسبوق في الدوري هذا الموسم. علاوة على ذلك، كانوا يتنافسون في دوري أبطال أوروبا للموسم السادس عشر على التوالي. بالإضافة إلى ذلك، كانوا يتنافسون في البطولات المحلية، كأس الاتحاد الإنجليزي وكأس الرابطة.
بدأ مانشستر يونايتد الموسم بفوزه 3–2 على غريمه المحلي مانشستر سيتي في درع المجتمع على ملعب ويمبلي في 7 فبراير. أغسطس 2011.
ومع ذلك، فقد خرجوا من كأس الرابطة في الدور الخامس للموسم الثاني على التوالي بعد خسارتهم 2–1 أمام كريستال بالاس في أولد ترافورد في 30 نوفمبر 2011.
في 7 ديسمبر 2011، خسر يونايتد 2–1 خارج أرضه أمام بازل، وهي النتيجة التي جعلتهم يحتلوا المركز الثالث في مجموعتهم في دوري أبطال أوروبا. وهذا يعني أنهم تنافسوا في الدوري الأوروبي (كأس الاتحاد الأوروبي سابقًا) لأول مرة منذ موسم 1995–96. ومع ذلك، فقد نجحوا فقط في الوصول إلى دور الستة عشر، حيث خسروا أمام أثلتيك بلباو بنتيجة 5–3 في مجموع المباراتين.
في 4 يناير 2012 ضد نيوكاسل يونايتد، حطم ريان غيغز الرقم القياسي الذي كان يحمله السير بوبي تشارلتون لأكبر عدد من البدايات، وكانت المباراة هي المباراة رقم 757 لغيغز.
في 28 يناير 2012، خرج يونايتد من كأس الاتحاد الإنجليزي في الجولة الرابعة بعد خسارته 2–1 أمام ليفربول في أنفيلد.
مع حلول اليوم الأخير من الموسم، في 13 مايو 2012، كان مانشستر يونايتد وغريمه المحلي مانشستر سيتي متعادلين في صدارة جدول الترتيب برصيد 86 نقطة، لكن سيتي تقدم بفارق ثمانية أهداف، 63 مقابل 55. ولذلك كان على يونايتد أن يأمل في تعثر سيتي للفوز باللقب. وكانوا في طريقهم إلى تحقيق هذا الهدف، حيث ساعد هدف واين روني يونايتد على تحقيق فوز صعب 1–0 خارج أرضه على سندرلاند، بينما تأخر سيتي 2–1 على أرضه أمام كوينز بارك رينجرز، وهي النتيجة التي قد تمنح يونايتد لقبه العشرين. لكن هدفين في الوقت بدل الضائع سجلهما إدين دجيكو وسيرخيو أغويرو ليمنحا سيتي الفوز 3-2 ، متفوقا على يونايتد في فارق الأهداف 64 مقابل 56. وكانت هذه هي المرة الأولى منذ 23 عاما التي يتساوى فيها البطل والوصيف في عدد النقاط.
كان هذا الموسم هو الأول منذ موسم 1991–92 بدون غاري نيفيل والأول منذ موسم 2004–05 بدون أدوين فان در سار، اللذين اعتزلا بعد موسم 2010–11.